# Kvaterniócsoport
Kvaterniócsoportnak nevezzük (és rendszerint Q8-cal jelöljük) azt a nyolcelemű csoportot, amelyet az alábbi generátorok és definiáló relációk határoznak meg:
{\displaystyle \langle i,j,k\mid i^{2}=j^{2}=k^{2}=ijk\rangle }
Az egységelemet szokás szerint {\displaystyle 1} jelöli, {\displaystyle i^{2}=j^{2}=k^{2}=ijk} szokásos jelölése {\displaystyle -1}, és az {\displaystyle i^{3},j^{3},k^{3}} elemeket rendre a {\displaystyle -i,-j,-k} szimbólumokkal jelöljük. (A kvaterniócsoportban nincs definiálva az összeadás, tehát a mínuszjelek itt nem az ellentettképzést jelölik, csak puszta szimbólumok. Azonban a csoport beágyazható a kvaterniók algebrájába (Q8 a négy bázis-egységvektor által generált szorzáscsoport), és itt a mínuszjeles elemek éppen egybeesnek a bázis-egységvektorok ellentettjeivel.
A kvaterniócsoport tehát olyan nyolcelemű csoport, amelyet az {\displaystyle 1,-1,i,-i,j,-j,k,-k} elemek alkotnak, ahol 1 az egységelem, {\displaystyle (-1)^{2}=1} és az összes többi elem a {\displaystyle -1} négyzetgyöke. {\displaystyle (-1)i=-i,(-1)j=-j,(-1)k=-k}, továbbá {\displaystyle ij=k,ji=-k,jk=i,kj=-i,ki=j,ik=-j}. Nem kommutatív.
A kvaterniócsoportot William Rowan Hamilton fedezte fel a 19. században.

## Cayley-táblázat
A kvaterniócsoport szorzótáblája a következő:
|    | 1  | −1 | i  | −i | j  | −j | k  | −k |
| -- | -- | -- | -- | -- | -- | -- | -- | -- |
| 1  | 1  | −1 | i  | −i | j  | −j | k  | −k |
| −1 | −1 | 1  | −i | i  | −j | j  | −k | k  |
| i  | i  | −i | −1 | 1  | k  | −k | −j | j  |
| −i | −i | i  | 1  | −1 | −k | k  | j  | −j |
| j  | j  | −j | −k | k  | −1 | 1  | i  | −i |
| −j | −j | j  | k  | −k | 1  | −1 | −i | i  |
| k  | k  | −k | j  | −j | −i | i  | −1 | 1  |
| −k | −k | k  | −j | j  | i  | −i | 1  | −1 |

Tekintve, hogy a kvaterniócsoport nem kommutatív, lényeges, hogy a fenti táblázatban a bal szélső oszlopban lévő elemmel szorzunk balról, és a legfelső sorban lévő elemmel szorzunk jobbról.

## Alapvető tulajdonságok
A kvaterniócsoport
- nem kommutatív ({\displaystyle ij=k,ji=-k)};
- centruma az {1, -1} kételemű csoport;
- feloldható (a négyelemű részcsoportok normálisak és ciklikusak, így maguk is feloldhatók);
- metaciklikus ({\displaystyle \mathbb {Z} _{4}}-nek {\displaystyle \mathbb {Z} _{2}}-vel való bővítése);
- Frattini-részcsoportja {\displaystyle \mathbb {Z} _{2}};
- Fibonacci-csoport;
- karaktertáblázata megegyezik a nyolcelemű diédercsoport karaktertáblájával.

## Analógia a vektoriális szorzattal
A háromdimenziós euklideszi tér bázis-egységvektorait a szokásos módon i-vel, j-vel és k-val jelölve, ezek vektoriális szorzása analóg módon viselkedik a kvaterniócsoportban érvényes szorzási szabályokkal:
{\displaystyle {\begin{alignedat}{2}ij&=k,&ji&=-k,\\jk&=i,&kj&=-i,\\ki&=j,&ik&=-j.\end{alignedat}}}